# Harry Beaumont
Harry Beaumont (Abilene, 10 februari 1888 – Santa Monica, 22 december 1966) was een Amerikaans filmregisseur.

## Levensloop
Beaumont was een zeer productieve regisseur tijdens het interbellum. Hij werkte voor de filmstudio's 20th Century Fox, MGM en Warner Bros. In de jaren voor de Eerste Wereldoorlog was hij werkzaam in het New Yorkse variété, voordat hij vanaf 1912 als acteur in korte films te zien was. In die periode schreef hij ook zijn eerste scenario's. In 1914 maakte hij zijn debuut als regisseur. In 1929 draaide hij met de prent The Broadway Melody zijn eerste geluidsfilm. Hij werd voor die film genomineerd voor de Oscar voor beste regie. Hij draaide voor MGM nog talrijke geluidsfilms, maar hij kon daarmee nooit meer het succes van zijn stomme films evenaren.

## Filmografie
- 1918: Brown of Howard
- 1919: Lord and Lady Algy
- 1919: The Gay Lord Quex
- 1919: Toby's Bow
- 1922: June Madness
- 1922: Seeing's Believing
- 1922: Glass Houses
- 1922: The Five Dollar Baby
- 1923: The Gold Diggers
- 1923: Main Street
- 1923: Crinoline and Romance
- 1924: Beau Brummel
- 1924: The Lover of Camille
- 1924: A Lost Lady
- 1925: Recompense
- 1925: His Majesty, Bunker Bean
- 1926: Womanpower
- 1926: Sandy
- 1927: One Increasing Purpose
- 1928: Forbidden Hours
- 1928: Our Dancing Daughters
- 1929: A Single Man
- 1929: The Broadway Melody
- 1929: Speedway
- 1929: Great Day
- 1930: Lord Byron of Broadway
- 1930: Children of Pleasure
- 1930: The Florodora Girl
- 1930: Those Three French Girls
- 1931: Dance, Fools, Dance
- 1931: Laughing Sinners
- 1931: West of Broadway
- 1932: Are You Listening?
- 1932: Unashamed
- 1932: Faithless
- 1933: Made on Broadway
- 1933: When Ladies Meet
- 1933: Should Ladies Behave
- 1934: Murder in the Private Car
- 1935: Enchanted April
- 1936: The Girl on the Front Page
- 1937: When's Your Birthday?
- 1944: Maisie Goes to Reno
- 1946: Up Goes Maisie
- 1946: The Show-Off
- 1947: Undercover Maisie
- 1948: Alias a Gentleman